# Cesasundana
Cesasundana is een geslacht van rechtvleugeligen uit de familie sabelsprinkhanen (Tettigoniidae). De wetenschappelijke naam van dit geslacht is voor het eerst geldig gepubliceerd in 2009 door Koçak & Kemal.

## Soorten
Het geslacht Cesasundana omvat de volgende soorten:
- Cesasundana lorniensis Tan, 2014[1]
- Cesasundana producta Karny, 1926
- Cesasundana securifera Brunner von Wattenwyl, 1891